# Mandaïsch
Mandaïsch of Mandees is de klassieke taal van de Mandaeërs, een religieuze minderheid die voornamelijk in het grensgebied tussen Iran en Irak woont. Hun aantal wordt geschat op minder dan 100.000.  
Mandaïsch is een dialect van het Aramees met sterke invloeden van het Perzisch. Het wordt voornamelijk gebruikt als liturgische taal. De religieuze geschriften van de Mandaeërs zijn opgesteld in deze taal.  
Daarnaast heeft zich een moderne, levende variant, het Nieuwmandaïsch, ontwikkeld, die door een kleine groep Mandaeërs in en rond Ahvaz (Iran) wordt gesproken.  